# 高堯
高 堯（こう ぎょう、Gao Yao、1978年7月13日 - ）は、中国の元サッカー選手。元中国代表。ポジションはディフェンダー。

## 来歴
2000年に中国代表デビュー。出場機会は無かったが2002 FIFAワールドカップのメンバーにも選ばれた。2002年までに6試合に出場した。

## 代表歴

### 出場大会
- 中国代表
  - 2002 FIFAワールドカップ

### 試合数
- 国際Aマッチ 6試合 0得点（2000年-2002年）[1]

| 中国代表 | 国際Aマッチ | 国際Aマッチ |
| 年       | 出場        | 得点        |
| -------- | ----------- | ----------- |
| 2000     | 2           | 0           |
| 2001     | 0           | 0           |
| 2002     | 4           | 0           |
| 通算     | 6           | 0           |